# Strauch (Kürten)
Strauch ist ein Wohnplatz in der Gemeinde Kürten im Rheinisch-Bergischen Kreis.

## Lage und Beschreibung
Der Ort liegt östlich von Miebach, mit dem es einen geschlossenen Siedlungsbereich bildet. Der Ortsname tritt nur noch in der Straßenbezeichnung „zum Strauch“ in Erscheinung.

## Geschichte
Der Ort ist auf der Topographischen Aufnahme der Rheinlande von 1824 als Strauch verzeichnet. Danach ist er auf Karten nicht mehr namentlich genannt.
Der 1845 laut der Uebersicht des Regierungs-Bezirks Cöln als Hof kategorisierte Ort besaß zu dieser Zeit fünf Wohnhäuser. Zu dieser Zeit lebten 31 Einwohner im Ort, davon alle katholischen Bekenntnisses.
1927 wurden die Bürgermeisterei Kürten in das Amt Kürten überführt. In der Weimarer Republik wurden 1929 die Ämter Kürten mit den Gemeinden Kürten und Bechen und Olpe mit den Gemeinden Olpe und Wipperfeld zum Amt Kürten zusammengelegt. Der Kreis Wipperfürth ging am 1. Oktober 1932 in den Rheinisch-Bergischen Kreis mit Sitz in Bergisch Gladbach auf.
1975 entstand aufgrund des Köln-Gesetzes die heutige Gemeinde Kürten, zu der neben den Ämtern Kürten, Bechen und Olpe ein Teilgebiet der Stadt Bensberg mit Dürscheid und den umliegenden Gebieten kam.